# Farinelli (Film)
Farinelli, auch Farinelli, der Kastrat, ist ein Film des belgischen Regisseurs Gérard Corbiau aus dem Jahre 1994, der das Leben des im 18. Jahrhundert berühmten italienischen Sängers Carlo Broschi, genannt Farinelli, thematisiert. Es handelt sich dabei jedoch nicht um eine filmische Biografie, vielmehr bildet das Leben des Kastraten die lose Grundlage für den Musik- und Kostümfilm.

## Handlung
Farinelli, eigentlich Carlo Broschi, seit dem Alter von 10 Jahren aufgrund eines Reitunfalls kastriert, musiziert zusammen mit seinem Bruder, dem Komponisten Riccardo Broschi in ganz Europa. Riccardo komponiert die Stücke, die Farinelli aufführt. Die beiden Brüder hängen in ihrer Musik zusammen, insbesondere der weniger begabte Riccardo benötigt Farinellis Gesang, damit die von ihm komponierten Werke ebenso berühmt werden wie Farinelli selbst. Farinelli hingegen träumt davon, Arien des von ihm hoch verehrten Georg Friedrich Händel zu singen, kann sich jedoch nicht von seinem Bruder trennen, mit dem er nicht nur die Musik, sondern auch die Geliebten teilt.
Der Film beginnt in Farinellis Kindheit. Damals ein Chorjunge, muss er zusehen, wie sich ein Kastrat von einem Geländer in den Tod stürzt, nicht, ohne ihn zuvor zu warnen, dass die „Gefahr in deinem Hals steckt“. Es folgt eine Probe mit dem Lehrer der beiden Brüder, Nicola Antonio Porpora, bei der sich Farinelli allerdings weigert zu singen. Der Film springt ins Jahr 1740, Farinelli ist am spanischen Königshof und Riccardo kommt nach dreijähriger Suche zu ihm. Farinelli will jedoch nicht mit ihm sprechen, und Riccardo wird von Wachen abgeführt.
Der Film springt 18 Jahre zurück nach Neapel, dem Geburtsort der beiden Brüder. Händel ist zufällig in der Stadt und hört einen Wettbewerb zwischen einem Trompeter und Farinelli, den Farinelli mit seiner Stimme gewinnt. Im darauf folgenden Gespräch mit Händel lehnt Farinelli ein Angebot von ihm ab, da er als Bedingung ohne seinen Bruder musizieren müsste. Die Zeit vergeht, Farinelli und Riccardo haben immer mehr Erfolge in ganz Europa und erhalten Einladungen nach Wien, Dresden und Bologna. In Dresden ist auch Händel, der ihn abermals, diesmal im Gespräch ohne Riccardo, überzeugen möchte, für ihn und den englischen Königshof in Covent Garden aufzutreten. Zeitgleich komponiert Riccardo, vor allem während der vielen Reisen, immer wieder an Orpheus, seiner größten Oper, die er jedoch scheinbar niemals vollenden wird, da er unzählige Passagen nicht vollenden kann.
1734 kommen die beiden Brüder nach London, um den ehemaligen Lehrer Farinellis, Nicola Antonio Porpora, zu unterstützen. Porpora leitet die vom Prince of Wales protegierte Opera of the Nobility, die mit dem von König Georg II. unterstützten Opernunternehmen Georg Friedrich Händels konkurriert, ist jedoch finanziell nahezu ruiniert. Durch Farinellis Stimme und Bekanntheit hat die Oper innerhalb kürzester Zeit wieder Erfolg. Der Spieß dreht sich um und Händel, der noch immer von Farinelli verehrt wird, steht am Rande des Ruins. Händel und seine Musik werden vom Adel und auch vom Prince of Wales verachtet. Farinelli, der Händel immer noch bewundert, bricht daraufhin mit Porpora. Er erscheint mit der von Alexandra, seiner Geliebten, gestohlenen Originalpartitur von Rinaldo bei Händel und bietet ihm seine Dienste an. Dieser lehnt jedoch ab, er verachtet die Kunst der Brüder, hält Riccardo für einen unbegabten Komponisten und Farinelli für dessen künstliche Marionette. Durch Zufall begegnen sich Händel und Riccardo im Theater und Riccardo erzählt ihm das Geheimnis von Farinellis Stimme: Nicht ein Reitunfall, sondern eine absichtlich durchgeführte Kastration bewahrte Farinellis einzigartige Stimme. Riccardo selbst veranlasste die Kastration, damit Farinelli seine Werke für immer aufführen kann.
Farinelli überzeugt schließlich Porpora, Rinaldo in der Opera of the Nobility aufzuführen. Zunächst von Buhrufen begonnen, kehrt Stille im Saal ein, sobald Farinelli zu singen beginnt. In der Pause nach dem ersten Akt erscheint Händel bei ihm und klärt ihn über die Wahrheit seiner Kastration auf. Farinelli singt jedoch weiter und während der Arie Lascia ch’io pianga sieht man in Rückblenden den Ablauf der Kastration. Händel sitzt im Publikum und ist durch den furiosen Auftritt Farinellis beeindruckt.
Nach der Aufführung springt die Handlung zurück ins Jahr 1740. Riccardo hat endlich Orpheus vollendet, doch Farinelli möchte von seinem Bruder nichts wissen. Erst als er ihm die Partitur von Orpheus stiehlt und daraus eine Arie singt, verzeiht er ihm. Am Ende des Films schwängert Riccardo Alexandra, die Geliebte Farinellis, und schenkt den beiden somit ein Kind.

## Kritik
Das Lexikon des internationalen Films bewertete den Film so: „Ein farbenprächtiger Musikfilm, dessen synthetisch hergestellte Kastratenstimme eine Ahnung von der magischen Faszination dieses Gesangs vermittelt. Filmisch bleibt die Annäherung an das Phänomen allerdings weit hinter dem Soundtrack zurück.“

## Gesang
Da der Tonumfang eines Kastraten keiner natürlichen menschlichen Stimme gleicht und im Falle Farinellis auch mehr als drei Oktaven umfasste, wurde die Singstimme des US-amerikanischen Countertenors Derek Lee Ragin mit der der polnischen Koloratursopranistin Ewa Małas-Godlewska elektronisch gemischt, um einen Eindruck von Farinellis Singstimme zu erzeugen.

## Musik
Die Filmmusik besteht aus zeitgenössischen Kompositionen und wurde von dem Orchester Les Talens Lyriques unter der Leitung von Christophe Rousset eingespielt.

## Auszeichnungen
Farinelli, der Kastrat erhielt 1995 den Golden Globe als bester fremdsprachiger Film und war in dieser Kategorie auch für den Oscar nominiert, den er aber nicht erhielt.

## Drehorte
Die im Londoner Opernhaus spielenden Szenen entstanden im Markgräflichen Opernhaus zu Bayreuth, das seit 2012 zum UNESCO-Weltkulturerbe zählt. Außen- und Innenaufnahmen in England spielender Szenen wurden teilweise in Schloss Nordkirchen gedreht. Weiterer Drehort war das Markgrafentheater in Erlangen.